# 프레드 햄프턴
프레드릭 앨런 햄프턴 (Fredrick Allen Hampton, 1948년 8월 30일 ~ 1969년 12월 4일), 간단히 프레드 햄프턴(Fred Hampton)은 미국의 활동가, 마르크스-레닌주의자, 혁명가이자 법의 집행과 FBI에 의하여 괴롭힘을 당하고 목표가 되어 1969년 12월 4일 자신의 아파트 저택에서 경찰에게 살해당한 흑표당의 지도자였다.
1968년 흑표당에 가입한 햄프턴은 시카고와 국가적 수준 둘다에서 그 계급들에 빠르게 승진하였다.  하지만 흑표당은 법의 집행의 목표가 되었다.  1969년 12월 4일 이른 시간에 경찰이 그의 아파트를 급습하여 21세의 그를 총쏘아 죽였다.  아파트의 내부로부터 단 하나의 총탄이 왔던 동안 이후의 조사는 경찰이 거의 100번 가까이 총을 쏘았고, 그의 사망에 대비하여 햄프턴이 FBI에 의하여 감시 및 추적되었다는 것을 드러냈다.

## 어린 시절과 교육

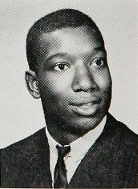
1966년의 햄프턴

프랜시스와 이베리아 햄프턴에게 태어난 햄프턴의 출생지는 근원마다 다르다.  그것은 일리노이주 시카고의 외곽들 서밋, 메이우드와 블루아일랜드는 물론 시카고로 나열되었다.  흑표당에 관한 책은 햄프턴이 루이지애나주 슈리브포트에서 태어났다는 것을 언급한다.
햄프턴은 자신의 형과 누이와 함께 자랐다.  그의 가족은 1955년 에밋 틸 피살 사건이 있기 전에 틸의 가족과 친했다.  햄프턴의 가족은 그가 10세때 또다른 시카고 외곽 메이우드로 이주하였다.
햄프턴은 어빙 초등학교와 프로비소 이스트 고등학교를 다녔다.  고등학교에서 그는 학교의 인종간 위원회를 지도하였다.  그는 또한 흑인 소녀들의 포함에 결과를 가져온 귀향 여왕을 위하여 나가는 데 백인 소녀들 만을 후보로 지명한 학교에 항의하기도 하였다.
영예들과 함께 프로비소 이스트 고등학교를 졸업한 후, 햄프턴은 트라이턴 주니어 칼리지에서 법학 입학 준비를 하였다.  그는 또한 시카고의 동아리에서 크레인 주니어 칼리지 (후에 맬컴 엑스 칼리지)와 일리노이 대학교에서 수학하였다.
헴프턴은 전미 유색 인종 지위 향상 협회의 서부 외곽 지부의 청소년 위원회를 지도하여 회원들을 500명 이상 늘였다.  그는 1967년 시위 운동에 이어 폭도 활동으로 구속으로 이끈 자신의 고향 메이우드에서 공동체 관리를 위하여 옹호하였다.

## 흑표당에 연루

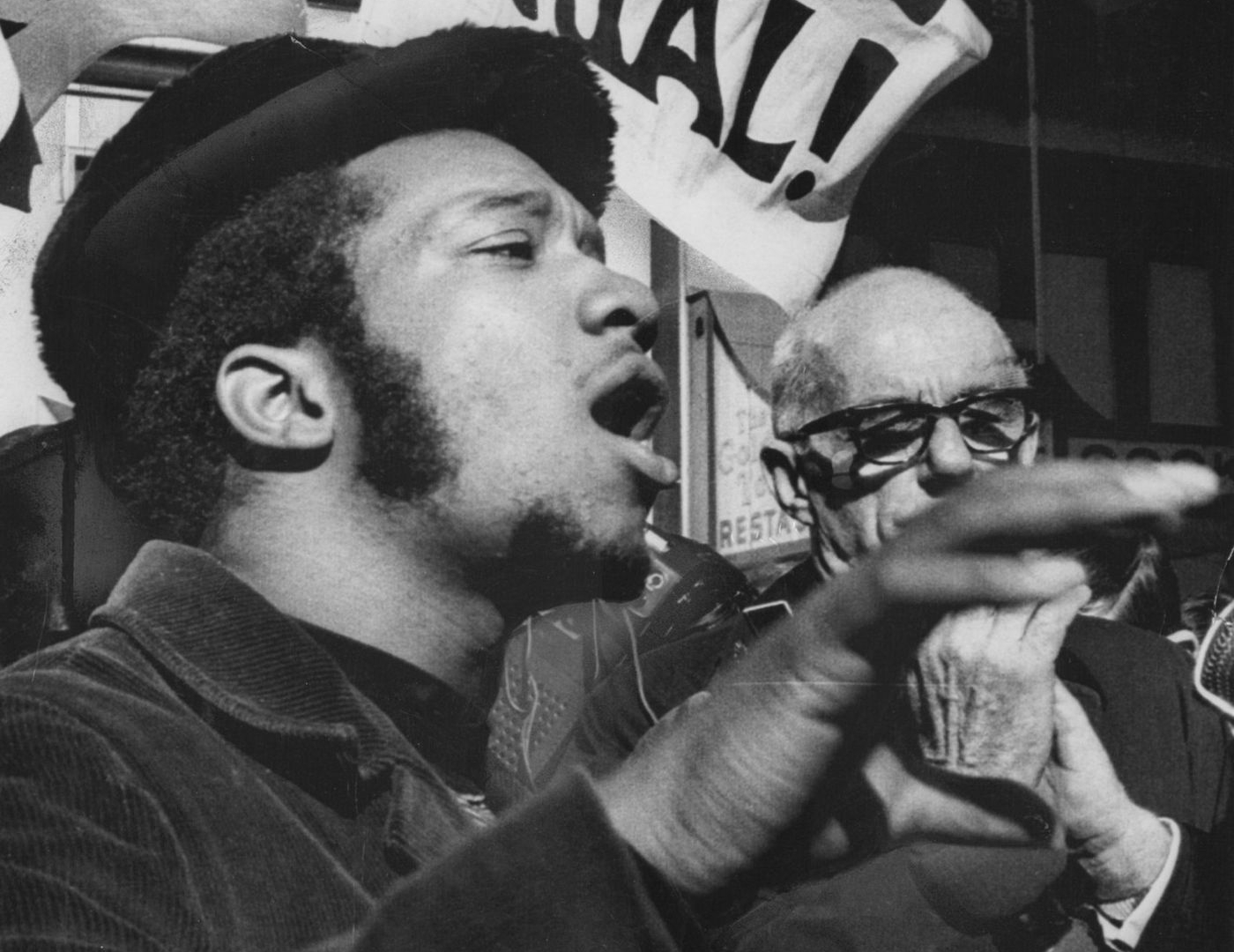
1969년 10월 시카고의 에버릿 매킨리 더크슨 연방 지방 법원 외부의 집회에서 벤저민 스폭 (오른쪽)과 함께

1968년 11월 햄프턴은 흑표당의 일리노이주 지부를 창립하는 도움을 주었다.  시카고에 있는 자신의 기지로부터 그는 이 지방 지부의 의장을 지냈다.  햄프턴이 겨우 20세였어도 그는 당에서 존경받는 지도자가 되어 대중 연설을 위한 자신의 재능과 전미 유색 인종 지위 향상 협회와 업무를 포함한 공동체를 결성하는 것에서 경험에 의하여 원조되었다.
흑표당원으로서 햄프턴은 무료 아침식사와 진료소 같은 공동체 봉사를 위하여 정리하였다.  그는 또한 흑표당과 푸에르토리코 영 로즈와 가족들이 애팔래치아산맥에서 이주해 온 백인 영 패트리어츠 같은 지방 갱들 사이에 "무지개 합동"의 형성을 감시하였다.  불행하게 햄프턴의 성공과 떠오르는 프로필은 법의 집행으로부터 부정적인 관심에 결과를 가져왔다.
FBI 국장 J. 에드거 후버는 한번 흑표당이 "국가의 내부 보안으로 거대한 위협"이었다는 것을 선언하였고, 그는 한번 "호전적인 민족주의 운동을 통합하고 전기화할 메시아의 상승"을 두려워하였다.  이러한 인지된 위협들을 대항하는 데 코인텔프로로 알려진 수사국의 대적 첩보 활동 프로그램은 흑인 단체와 지도자들에게 신용을 떨어뜨리고 훼손하는 데 추구하였다.  자신의 사망 2주 전에 햄프턴은 후버가 국가 보안으로 잠재적인 위협들로 숙고한 사람들의 명단인 FBI의 교반기 색인으로 추가되었다.
지방 법의 집행도 또한 햄프턴을 추적하였다.  그가 1969년 1월 텔레비전에 나오고 있었던 동안 시카고 경찰은 옛 교통 영장에 그를 구속하였다.  그해 후순에 햄프턴은 자신이 혐의를 부인했던 1968년 시카고 외곽 메이우드에서 아이스크림 가게를 훔친 것으로 재판에 갔다. 햄프턴은 유죄 판결을 받고 징역 2년에서 5년이 선고되었다.  또한 그해 11월 총격전이 있던 동안 2명의 경찰관들과 한명의 흑표당원이 살해되었을 때 흑표당원과 경찰들 사이에 긴장들이 자라났다.  권한들은 대결이 벌어졌을 때 자신이 타운의 밖에 있었어도 당에서 햄프턴의 역할이 그를 경찰의 사망으로 연결했던 것을 느꼈다.
햄프턴은 압박을 받고 있던 단 한명의 흑표당원이 아니었다.  다른 당원들은 살해되고, 감옥의 뒤에 있거나 미국을 떠났다.  휴이 뉴턴과 바비 실 같은 지도자들이 범죄 혐의들을 향했던 동안 임무에서 벗어나면서 햄프턴은 자신의 사망하기 조금 전에 당을 위한 국가 대변인으로 승진되었다.

## 사망과 이후

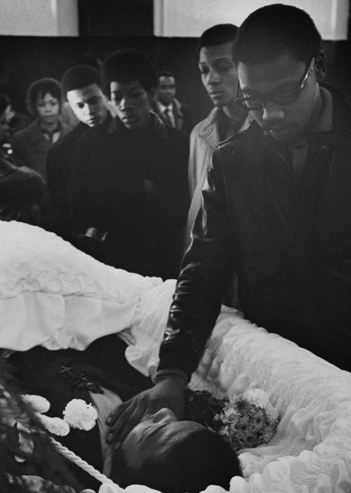
햄프턴의 상여를 통과하는 애도자들. 5,000명 이상의 사람들이 그의 장례식에 참석하였다.

1969년 12월 4일 햄프턴은 시카고의 웨스트 사이드에 자신의 아파트에 있었다.  햄프턴의 임신한 약혼녀를 포함한 다른 흑표당원들도 또한 저택에 있었다.  대략 새벽 4시 45분, 수십명의 경찰관들이 불법 무기들을 위한 수색 영장을 집행하고 아파트를 급습하였다.  그들이 문을 발로 차면서 열던 거의 즉시 후에 햄프턴의 동료 흑표당원 마크 클라크가 그의 심장을 뚫은 총탄에 의하여 살해되었다.
흑표당에 가입한 FBI의 자료 제공자 윌리엄 오닐에 의하여 마련된 햄프턴의 아파트의 배열은 급습에 대비하여 경찰에게 주어졌다.  주장한 바에 의하면 급습의 밤에 오닐이 또한 햄프턴에게 수면제를 먹였다고 한다.  경찰관들은 햄프턴의 침실로 향하여 침대에 총을 쏘아 햄프턴을 공격하였으나 그의 약혼녀 아쿠라 은제리 (당시 데보라 존슨으로 알려짐)를 놓쳤다.  은제리는 후에 경찰들이 자신을 방으로부터 옮겨 햄프턴이 "간신히 살아있다"고 말한 것을 언급하였다.  그러고나서 그녀는 "그는 이제 좋고 죽었다."란 말에 이어 2발의 총소리를 들었다.
급습이 있던 동안 아무 불법 무기들이 찾아지지 않았으나 4명이 부상을 당한 살아남은 7명의 흑표당원들은 가중 폭행과 살인 미수로 구속되었다.  아파트가 개봉되지 않으면서 흑표당은 즉시 현장 투어를 제공하였다.  경찰 계정이 그들이 총격에 대응했던 것이었어도 이 이야기는 흑표당의 총탄들에 의하여 구멍들이 창조되면서 법의 집행에 의하여 묘사된 것들이 사실 못대가리들이었다는 것이 보여졌을 때 폭로되었다.
급습을 살아남은 흑표당원들에 대한 혐의들은 1970년 기각되었다.  동년에 연방 대배심의 조사는 또한 아파트에서 발포된 단 하나의 발포와 함께 경찰이 82번에서 99번이나 발포했던 것을 찾아냈다.  급습을 지휘한 쿡 카운티의 지방 검사 에드워드 핸러한은 급습으로부터 1명의 보조인과 12명의 경찰관들과 더불어 1971년 사법 방해 혐의로 기소되었다.
1972년 핸러한은 사무직으로부터 쫓겨났다.  이것은 시카고 정치 변화의 선구자였으며 1983년 시카고의 첫 흑인 시장 해럴드 워싱턴의 선출로 이끌었다.  동년에 정부가 흑표당에 공모하고 원고의 인권을 위반했다는 것을 언급한 판결로 급습의 생존자들과 햄프턴과 클라크의 가족들에게 시카고 시, 쿡 카운티와 연방 정부가 1.85 백만 달러를 내는 데 결산이 도달되었다.
햄프턴의 장례식은 12월 9일 멜로즈 파크의 퍼스트 침례교회에서 열렸다.  5,000명 이상의 사람들이 참석하였으며 추도사들 중의 하나는 제시 잭슨 목사에 의하여 전해졌다.

## 유산과 영화들
햄프턴의 이야기는 1971년 도큐멘터리 《프레드 햄프턴의 살해》와 샤카 킹 감독에 대니얼 컬루야가 햄프턴으로 출연한 2021년 영화 《유다 그리고 블랙 메시아》에서 말해졌다.
햄프턴은 또한 2020년 영화 《트라이얼 오브 더 시카고 7》에서 켈빈 해리슨 주니어에 의하여 역이 맡아졌다.
햄프턴이 주창한 메이우드 공동체 관리는 1970년 그의 이름을 땄다.
1990년과 2004년 시카고 시의회는 12월 4일을 프레드 햄프턴의 날로 지정한 결의안들을 통과시켰다.